# Bến Tắm
Bến Tắm là một phường thuộc thành phố Chí Linh, tỉnh Hải Dương, Việt Nam.

## Địa lý
Phường Bến Tắm nằm ở phía đông bắc thành phố Chí Linh, có vị trí địa lý:
- Phía đông giáp tỉnh Quảng Ninh và phường Hoàng Tiến
- Phía tây giáp xã Bắc An
- Phía nam giáp phường Hoàng Tân
- Phía bắc giáp xã Hoàng Hoa Thám.

Phường Bến Tắm có diện tích 20,26 km², dân số năm 2010 là 6.369 người, mật độ dân số đạt 314 người/km².

## Lịch sử
Phường Bến Tắm trước đây là thị trấn Bến Tắm thuộc huyện Chí Linh, được thành lập vào năm 2002 trên cơ sở 412,88 ha diện tích tự nhiên và 5.703 nhân khẩu của xã Bắc An, vốn thuộc thị trấn nông trường Chí Linh vừa giải thể.
Ngày 12 tháng 2 năm 2010, Chính phủ ban hành Nghị quyết số 09/NQ-CP về việc thành lập thị xã Chí Linh. Theo đó, thành lập phường Bến Tắm thuộc thị xã Chí Linh trên cơ sở toàn bộ 412,87 ha diện tích tự nhiên và 3.659 người của thị trấn Bến Tắm, 1.613,36 ha diện tích tự nhiên và 2.710 người của xã Bắc An.
Sau khi thành lập, phường Bến Tắm có 2.026,23 ha diện tích tự nhiên, dân số là 6.369 người.
Ngày 10 tháng 1 năm 2019, Ủy ban Thường vụ Quốc hội ban hành Nghị quyết 623/NQ-UBTVQH14 thành lập thành phố Chí Linh trên cơ sở toàn bộ diện tích và dân số của thị xã Chí Linh, phường Bến Tắm thuộc thành phố Chí Linh như hiện nay.

## Hành chính
Phường Bến Tắm được chia thành 13 khu dân cư: Khu 2, Khu 3, Khu 9, Trung Tâm, Tân An, Chế Biến, Bắc Nội, Nguyễn Trãi, Trại Mét, Trại Quan, Trại Gạo, Hố Gồm, Hố Dầu.